# Široké Třebčice
Široké Třebčice (německy Weiten Trebetitz) jsou vesnice, část obce Veliká Ves v okrese Chomutov v Ústeckém kraji. Nacházejí se asi 1,5 kilometru severovýchodně od Veliké Vsi. Prochází zde silnice II/224. Široké Třebčice leží v katastrálním území Veliká Ves o výměře 17,81 km².

## Název
Název vesnice je odvozen ze jména Třebek ve významu ves lidí Třebkových. V historických pramenech se jméno vesnice vyskytuje ve tvarech: in Tripschiz (1196), Tribuchic (1226), de Trziebsicz (1386), in Trzebczicz (1406), in villa Trzebeziczich (1463), w Trzebcziczych (1543), w Trzebcziczych (1549), Weiten Triebschitz (1598), Weiten Trebetitsch nebo Tržebeticze (1787) a Třebčice Široké nebo Rozlezlé a Weiten-Trebetitsch (1848).

## Historie

### Pravěk
Krajina v těsném sousedství vesnice byla lidmi využívána od pravěku. Dokládají to nálezy několika záchranných archeologických výzkumů a povrchové sběry keramiky. V roce 1973 byly při stavbě rodinných domů naproti škole objeveny hroby z období kultury se šňůrovou keramikou a množství střepů z dob mohylových kultur, knovízské kultury, doby hradištní a ze středověku. Další nálezy pochází z polí severně od vesnice, kde byly nalezeny kamenné nástroje ze středního paleolitu a období mohylových kultur, kultury knovízské, štítarské a laténské. V roce 2000 byly při stavbě vodovodu mezi Širokými Třebčicemi a Velikou Vsí odkryty dva hroby z doby stěhování národů a jeden knížecí hrob bylanské kultury z doby halštatské.

### Do třicetileté války
První písemná zmínka o vesnici pochází z roku 1196 a nachází se v listině, kterou Široké Třebčice s dalšími vesnicemi daroval Milhost z Mašťova jím založenému mašťovskému klášteru. Roku 1226 vesnici získal doksanský klášter, kterému patřila až do husitských válek.
Koncem patnáctého století jedna část vesnice náležela k hasištejnskému panství a druhá Kfelířům ze Zakšova a po nich Králíkům z Nežetic. V šestnáctém století část vsi vlastnilo město Žatec, ale za odmítnutí podporovat krále během stavovského povstání roku 1547 Ferdinand I. žatecké statky zabavil. Roku 1548 drželi část vesnice Údrčtí z Údrče.
Na počátku sedmnáctého století Široké Třebčice patřily Vilému Doupovcovi z Doupova, který byl za svou účast na českém stavovském povstání roku 1621 posmrtně odsouzen ke ztrátě jedné třetiny majetku. Třebčice potom roku 1623 koupil hrabě Jan Zdeněk Vratislav z Mitrovic. Během třicetileté války vesnici koupila Polyxena z Kolovrat. Berní rula z roku 1654 Široké Třebčice uvádí jako součást vilémovského panství. Tehdy v nich žilo sedm sedláků, šest chalupníků a dva lidé bez majetku. Celkem jim patřilo 27 potahů, 21 krav, 21 jalovic, 28 ovcí, 57 prasat a sedm koz. Domy byly ve špatném stavu. Chov dobytka a pěstování pšenice na úrodných polích představovaly hlavní zdroj obživy.

### Po třicetileté válce
V roce 1660 se Široké Třebčice staly centrem malého panství generála Františka Arina z Arinu. Vdova po něm se provdala za svobodného pána Karla Ferdinanda z Eben-Brunnu a po nich je zdědila dcera Karolína Justýna Antonie. Sňatkem s ní vesnici získal hrabě František Josef ze Schönkirchenu, který ve vsi nechal postavit zámek a založil park. Ve stejné době ve vsi vzniklo židovské ghetto. V letech 1709–1722 je nechal vybudovat hrabě František Josef, a protože Židé v té době nesměli žít na venkově, povýšil vesnici na město. Vedly jej k tomu vysoké daně, které mohl od Židů vybírat. Hraběnka Karolína svého muže přežila o mnoho let a krátce před smrtí v roce 1765 ve vsi založila špitál pro čtyři ženy a tři muže.
Roku 1765 třebčické panství zdědil Josef Vilibald z Eben-Brunnen, ale zadlužil je tak, že o něj v roce 1778 přišel a zabavený majetek koupil svobodný pán Jakub Wimmer. Nový majitel panství vlastnil až do roku 1797, kdy je prodal Ignáci Schreiterovi, majiteli Veliké Vsi.
Přestože škola v Širokých Třebčicích byla už v roce 1757, nejstarší školní budova vznikla až roku 1790. Židé měli vlastní školu otevřenou už roku 1722. Existovala až do devatenáctého století, kdy byla kvůli snižujícímu se počtu žáků uzavřena.

### Devatenácté století
V okolí vesnice probíhala těžba hnědého uhlí velikoveské pánve už v posledních desetiletích osmnáctého století. Využívali jej kováři nebo se spalovalo a popel se přidával do malty nebo se používal jako hnojivo. V průběhu devatenáctého století zde bylo v provozu několik dolů: Siegfried a Trojice knížete Salma, doly Amálie, Ignác, Rudolf a Antonín rytíře Adolfa Schreitera ze Schwarzenfeldu a důl Josef J. Matusche. Produkce uhlí v dolech knížete Salma a rytíře Schreitera dosahovala 500–1000 tun ročně.
Posledním majitelem Širokých Třebčic se stali Salmové, kterým vesnice patřila až do zrušení poddanství. Podle díla Johanna Gottfrieda Sommera z roku 1846 ve vsi stálo 83 domů, ve kterých žilo 710 obyvatel, z čehož bylo 57 Židů. Fungovala zde škola, špitál, ovčín, špýchar, hostinec a dva doly.

### Moderní dějiny
Roku 1919 byla v zámecké budově otevřena česká škola. Po druhé světové válce byli němečtí obyvatelé vysídleni, a počet obyvatel vesnice klesl přibližně na jednu třetinu předválečného stavu. Velkostatek byl roku 1948 zabaven a od následujícího roku v něm fungoval ženský tábor nucené práce, který o několik let později vystřídala škola živočišné výroby.
Poválečné období bylo pro Široké Třebčice nepříznivé. Dokonce jim hrozil úplný zánik v souvislosti s těžbou uhlí v Pětipeské pánvi. K té nakonec nedošlo, ale vesnice mezitím zchátrala. V sedmdesátých letech dvacátého století došlo k jisté obnově: byla zřízena prodejna smíšeného zboží, veřejné osvětlení a opraven hostinec, ale zámek chátral dál, až byl roku 1988 zbořen.

## Obyvatelstvo
Při sčítání lidu v roce 1921 zde žilo 644 obyvatel (z toho 313 mužů), z nichž bylo 59 Čechoslováků, 581 Němců, jeden Žid a tři cizinci. Kromě osmi evangelíků a šesti židů se hlásili k římskokatolické církvi. Podle sčítání lidu z roku 1930 měla vesnice 597 obyvatel: 133 Čechoslováků, 440 Němců, dva Židy a čtyři cizince. Tři byli bez vyznání, tři se hlásili k evangelické, pět k izraelské církvi a zbytek patřil k římskokatolické církvi.
|                                                                          | 1869 | 1880 | 1890 | 1900 | 1910 | 1921 | 1930 | 1950 | 1961 | 1970 | 1980 | 1991 | 2001 | 2011 | 2021 |
| ------------------------------------------------------------------------ | ---- | ---- | ---- | ---- | ---- | ---- | ---- | ---- | ---- | ---- | ---- | ---- | ---- | ---- | ---- |
| Obyvatelé                                                                | 854  | 779  | 746  | 642  | 620  | 644  | 579  | 147  | 179  | 147  | 118  | 66   | 88   | 87   | 92   |
| Domy                                                                     | 85   | 91   | 95   | 101  | 101  | 97   | 96   | 47   | —    | 46   | 39   | 42   | 45   | 44   | 44   |
| Počet domů z roku 1961 je zahrnut v celkovém počtu domů obce Veliká Ves. |      |      |      |      |      |      |      |      |      |      |      |      |      |      |      |

## Obecní správa
Po zrušení poddanství se Široké Třebčice v roce 1850 staly samostatnou obcí v okrese Podbořany. Tou zůstaly až do reformy územní správy v roce 1960, kdy byly připojeny jako část obce k Veliké Vsi a začleněny do okresu Chomutov.

## Pamětihodnosti
- Barokní zámek v Širokých Třebčicích byl postaven v roce 1722 hrabětem Františkem Josefem ze Schönkirchenu a jeho manželkou Karolínou z Eben-Brunnenu, která panství zdědila po svých předcích.[23][24] Hlavní zámecká budova byla zbořena v roce 1988 a zůstaly jen hospodářské budovy a sídlo zámecké správy.
- Barokní sloup se sochou svatého Jana Nepomuckého stojí na prostranství naproti kostelu. Pochází období okolo roku 1700 a v roce 1893 byl obnoven.[23]
- Původně barokní kostel Povýšení svatého Kříže z roku 1722 byl výrazně přestavěn v roce 1802.[23]
- Socha svatého Jana Nepomuckého z roku 1720 s erbem hraběnky ze Schönkirchenu[24]
- Podél severní strany návsi se nachází řada pěti domů bývalého židovského ghetta.[24]
- Synagoga
- Židovský hřbitov

## Osobnosti
Ve vsi se narodili spisovatel, básník a novinář Anton August Naaff (1850–1918) a politik Franz Stöhr (1879–1938).
Se jménem obce je spjato jméno představitele seriálového detektiva Columba Petera Falka. V obci žili jeho pradědeček s prababičkou, kteří byli židovského původu. V roce 1880 se odtud přestěhovali do nedaleké Kadaně.